# Кедрин, Максим Николаевич
Максим Николаевич Ке́дрин (род. 21 сентября 1982, Белорецк, Башкирская АССР) — российский горнолыжник, мастер спорта России международного класса, член сборной команды России (1999—2003), серебряный призёр чемпионатов России (1999, 2003 — слалом, 2003 — скоростной спуск и супергигант), чемпион мира среди юниоров (1999), бронзовый призёр международных соревнований FIS (2000 — слалом), бронзовый призёр чемпионата Австрии (2002 — слалом-гигант).

## Биография
Родился 21 ноября 1982 года в Белорецке. Азы горнолыжной техники изучал под руководством тренеров Вячеслава Николаевича и Галины Дмитриевны Астаховых. После окончания восьмого класса переехал в Санкт-Петербург, учился в школе олимпийского резерва, где работала его мать. В ноябре 2001 года во Франции Максим выполнил нормы и требования для присвоения спортивного разряда «Мастер спорта России международного класса».
Из-за травмы в 2003 году покинул большой спорт.

### Спортивная династия
- Отец: Кедрин Николай — двукратный чемпион юношеского первенства СССР в слаломе[7], мастер спорта международного класса[8], член сборной СССР по горнолыжному спорту в 70-х годах[9].
- Мать: Кедрина Людмила Владимировна — Мастер спорта СССР международного класса по горным лыжам, десятикратная чемпионка России по горнолыжному спорту, в составе сборной команды СССР участвовала в чемпионатах мира, была призёром европейского первенства.
- Сестра: Кедрина Анастасия Николаевна — двукратная чемпионка России (2009, Таштагол, супергигант, суперкомбинация), участница первенства мира (2009, Германия), в сезоне 2008—2009 годов Федерация горнолыжного спорта и сноуборда России признала её «Открытием сезона» среди юниорок, с 2009 года тренируется в основном составе сборной команды России.